# Dimorphanthera robbinsii
Dimorphanthera robbinsii är en ljungväxtart som beskrevs av Herman Otto Sleumer. Dimorphanthera robbinsii ingår i släktet Dimorphanthera och familjen ljungväxter. Inga underarter finns listade i Catalogue of Life.